# Bitorajci
Bitorajci es un pueblo del municipio de Bosiljevo, situado en el condado de Karlovac, Croacia. Según el censo de 2021, tiene una población de 10 habitantes.

## Demografía
| Gráfica de población de Bitorajci 1869-2021                        |
|                                                                    |
| Según los censos de población de la Oficina de Estadísticas Croata |